# Проклятие (сериал)
«Проклятие» (англ. The Curse) — американский сатирический телесериал, созданный и написанный Нейтаном Филдером и Бенни Сафди. Помимо них одну из главных ролей исполнила Эмма Стоун, которая также выступила исполнительным продюсером. Съёмки проекта проходили с июня по октябрь 2022 года. Премьера состоялась на телеканале Showtime 10 ноября 2023 года. Сериал получил высокие оценки от критиков, а Стоун была номинирована на премию «Золотой глобус» в категории «Лучшая женская роль в драматическом телесериале».

## Сюжет
Сериал рассказывает о паре телеведущих, которые пытаются запустить новое шоу «Филантропия» о создании «зеленых» домов. Несмотря на успех проекта молодожёны не могут завести ребёнка, а вскоре начинают думать, что их прокляли. Из-за этих событий брак главных героев начинает трещать по швам.

## В ролях
- Эмма Стоун — Уитни Сигел, жена Эшера и со-ведущая шоу
- Нейтан Филдер — Эшер Сигел, муж Уитни и со-ведущий шоу
- Бенни Сафди — Дуги Шектер, продюсер шоу и друг Эшера

## Производство
Проект был запущен в работу в феврале 2020 года. Сериал был создан и написан Натаном Филдером и Бенни Сафди. Финансирование взяла на себя компания Showtime. Съемки проходили в Санта-Фе, Нью-Мексико и Эспаньоле с июня по октябрь 2022 года. Премьера первых трех серий состоялась на Нью-Йоркском кинофестивале в октябре 2023 года.

## Отзывы критиков
Рейтинг сериала на сайте-агрегаторе Rotten Tomatoes составляет 93 % со средней оценкой 8,5/10 баллов на основе 74 рецензий. Консенсус критиков гласит: «Наэлектризованные взаимоотношения между героями Натана Филдера и Бенни Сафди обрамляет мастерски сыгранная роль Эммы Стоун. Этот сериал в разной степени вызовет у вас и смех и мурашки». Оценка проекта на сайте Metacritic составляет 76 баллов из 100 на основе 33 рецензий, что приравнивается к статусу «всеобщее признание».